# Dmitri Malyaka
Bản mẫu:Eastern Slavic name
Dmitri Sergeyevich Malyaka (tiếng Nga: Дмитрий Серге́евич Маляка; sinh ngày 15 tháng 1 năm 1990) là một cầu thủ bóng đá người Nga. Anh thi đấu cho F.K. Luch-Energiya Vladivostok.

## Sự nghiệp
Anh có màn ra mắt tại Giải bóng đá ngoại hạng Nga ngày 10 tháng 4 năm 2011 cho F.K. Rostov trong trận đấu với F.K. Volga Nizhny Novgorod.